# Маршалловско-гилбертские рейды
Маршалловско-гилбертские рейды были тактическими авиаударами и военно-морскими артиллерийскими атаками авианосцев ВМС США и других военных кораблей против гарнизонов Императорского флота Японии (IJN) на Маршалловых островах и островах Гилберта 1 февраля 1942 года. Японские гарнизоны находились под общим командованием вице-адмирала Сигэёси Иноуэ, командующего 4-м флотом. Японские самолёты на островах принадлежали 24-й воздушной флотилии (IJN) под командованием контр-адмирала Eiji Gotō. Военные корабли США находились под общим командованием вице-адмирала Уильяма Хэлси-младшего.

## Рейды
Рейды проводились двумя отдельными американскими авианосными оперативными группами. Самолёты из Task Force 17 под командованием контр-адмирала Фрэнка Джека Флетчера на авианосце USS Yorktown атаковали острова Джалуит, Мили и Макин (Бутаритари). Самолёты Йорктауна нанёсли умеренный ущерб японским военно-морским объектам на островах и уничтожили три самолёта. Среди потерь США семь самолётов Йорктаун (четыре TBD Devastators, три SBD Dauntlesses), а также гидросамолёт SOC Seagull с крейсера USS Salt Lake City TF 17.
Самолёты из TF 8, под командованием Хэлси на авианосце Энтерпрайз, поразил Кваджалейн, Вотье и Тароа. В то же время крейсеры и эсминцы поддержали обстрел Вотье и Тароа. В результате ударов морским гарнизонам трёх островов был причинён лёгкий и умеренный ущерб, были потоплены три небольших военных корабля и несколько повреждено, включая учебный крейсер Катори, и уничтожены 15 японских самолётов. Тяжёлый крейсер USS Chester был легко повреждён японской авиабомбой, а шесть самолётов Энтерпрайз, SBD Dauntlesses были уничтожены. Сразу после завершения рейдов TF 8 и TF 17 покинули место действия.

## Последствия и значение
Рейды не имели долгосрочного стратегического воздействия. Императорский флот Японии отправил два авианосца, чтобы преследовать TF 8 и TF 17, но быстро оставил преследование и продолжил завоевание Филиппин и Нидерландской Ост-Индии. Однако рейды помогли поднять боевой дух военно-морского флота США и американской общественности, которые все ещё не оправились от нападения на Перл-Харбор и потери острова Уэйк. Эти рейды также позволили получить ценный опыт в операциях авианосца, который укрепил авианосные группы США для будущих боёв против японских войск. Со своей стороны, японцы, по-видимому, не осознавали, что их концепция защиты периметра с использованием рассредоточенных островных гарнизонов имела серьёзные недостатки. Гарнизоны были слишком далеко друг от друга, чтобы оказывать поддержку друг другу и иметь возможность предотвратить проникновение транспортных средств противника. Тем не менее, рейды, наряду с рейдом Дулиттла в апреле 1942 года, помогли убедить командующего Объединённым флотом Японии Исороку Ямамото в том, что ему нужно как можно скорее вовлечь в бой американские авианосцы, чтобы уничтожить их. План Ямамото привёл к битве за Мидуэй.